# Włodzimierz Czacki
Włodzimierz Czacki (Poryck, 16 aprile 1834 – Roma, 8 marzo 1888) è stato un cardinale e arcivescovo cattolico polacco.

## Biografia

### Infanzia e formazione
Włodzimierz Czacki nacque il 16 aprile 1834, in Poryck, oggi Lutsk in Polonia. Era figlio di Wiktor Kazimierz Czacki e Pelagia Sapieha e fu parente di Adam Stefan Sapieha, elevato al cardinalato nel 1946.
Ricevette la sua formazione presso il Liceo Krzemieckiego di Varsavia e successivamente presso il Pontificio Ateneo Romano di Sant'Apollinare e il pontificio collegio polacco a Roma, dove ricevette il suddiaconato l'11 novembre 1867, e più tardi il diaconato.

### Ordinazione sacerdotale
Fu ordinato sacerdote il 30 novembre 1867, all'interno della cappella di Palazzo Odescalchi a Roma, da mons. Alessandro Franchi, arcivescovo titolare di Tessalonica e segretario della Congregazione per i Vescovi. Egli fu inoltre nominato segretario della Sacra Congregazione per gli Affari Ecclesiastici Straordinari il 15 marzo 1877, e prelato domestico di Sua Santità il 20 febbraio 1878.

### Arcivescovo
Fu eletto arcivescovo titolare di Salamina il 12 agosto 1879 e ricevette la consacrazione episcopale il 17 agosto, a Roma, dal cardinale Flavio Chigi, assistito da mons. Angelo Bianchi, arcivescovo titolare di Mira e segretario della Congregazione per i Vescovi, e da mons. Placido Petacci, vescovo titolare di Troade, suffraganeo di Sabina. Il 19 settembre 1879 fu nominato nunzio apostolico in Francia. Nel 1879, venne decorato Cavaliere dell'Ordine di Carlo III, e, il 31 marzo dello stesso anno, venne decorato Cavaliere di grazia magistrale del Sovrano Ordine di Malta.

### Cardinale e morte
Venne creato cardinale nel concistoro del 25 settembre, ricevendo, da Papa Leone XIII, la berretta rossa e il titolo presbiterale di Santa Pudenziana il 15 marzo 1883. Tra le sue opere più importanti, vi sono Polsce i Państwie Kościelnym (1860), Les catholiques et l'Église de Pologne (1863), Rome et la Pologne (1864) e Kościół i postępowość (1868); come pure gli articoli che difendono l'autorità del papa e la sua infallibilità, e diversi volumi di poesia.
Non godeva di buona salute, e infatti, la morte lo colse improvvisamente l'8 marzo 1888 a Roma. Il freddo accelerò la sua improvvisa scomparsa alla giovane età di 53 anni. Pur essendo indisposto, il giorno prima della sua morte ancora si levò alla solita ora, celebrò la messa e andò a lavorare. Verso le 2 del pomeriggio, disse di sentirsi stanco e si ritirò nella sua stanza. Dopo quattro ore, il personale cominciò a preoccuparsi perché era un periodo di riposo più lungo del consueto; non ricevendo risposta, entrarono nella sua stanza e lo trovarono seduto su un divano, senza segni di vita. Fu chiamato in fretta un medico, che stabilì che fosse morto circa tre ore prima.
Il suo corpo fu esposto nella basilica dei Santi XII Apostoli, dove il suo funerale solenne si svolse alle ore 10 del 13 marzo 1888. La cerimonia fu celebrata da mons. Elia Bianchi, arcivescovo titolare di Nicosia. L'assoluzione gli fu impartita dal cardinale Carlo Sacconi, vescovo di Ostia e Velletri, decano del Sacro Collegio. Diciannove cardinali erano presenti. Dopo la cerimonia, la salma fu temporaneamente sepolta in una semplice bara di quercia al cimitero del Verano a Roma.
I suoi amici e parenti commissionarono un monumento di marmo con la figura del compianto cardinale in bronzo, che fu sistemato nella navata destra della basilica di Santa Pudenziana. I suoi resti furono persi e non più ritrovati fino a quasi un secolo più tardi. Grazie alle indagini condotte da mons. Władysław Kosinski, allora rettore del Santuario mariano della Mentorella, la sua tomba fu infine trovata. Papa Giovanni Paolo II autorizzò la traslazione dei suoi resti, nel 1981, quando furono trasferiti nella sua Chiesa titolare, dove una cerimonia presieduta dal cardinale Agostino Casaroli, segretario di Stato, ebbe luogo il 25 marzo 1982. La bara fu collocata nella cripta della famiglia Caetani, dove tuttora si trova.

## Genealogia episcopale
La genealogia episcopale è:
- Cardinale Scipione Rebiba
- Cardinale Giulio Antonio Santori
- Cardinale Girolamo Bernerio, O.P.
- Arcivescovo Galeazzo Sanvitale
- Cardinale Ludovico Ludovisi
- Cardinale Luigi Caetani
- Cardinale Ulderico Carpegna
- Cardinale Paluzzo Paluzzi Altieri degli Albertoni
- Papa Benedetto XIII
- Papa Benedetto XIV
- Cardinale Enrico Enriquez
- Arcivescovo Manuel Quintano Bonifaz
- Cardinale Buenaventura Córdoba Espinosa de la Cerda
- Cardinale Giuseppe Maria Doria Pamphilj
- Papa Pio VIII
- Papa Pio IX
- Cardinale Flavio Chigi
- Cardinale Włodzimierz Czacki